# 정보화
정보화(Informatization) 또는 정보기술화는 지리적 영역, 경제 또는 사회가 정보 기반으로 변해가는 정도, 즉 정보 노동력 규모의 증가를 나타낸다. 이 용어는 마크 포랫의 인류 문명 시대 구분: 농업 시대, 산업 시대, 정보 시대(1978)에서 영감을 받아 사용되었다. 정보화는 정보 시대에 있어 산업화가 산업 시대에 있었던 것과 같다. 다음과 같이 언급되었다.
농업 시대는 지구의 농업화를 가져왔다. 산업 시대는 다른 무엇보다 농업의 산업화를 야기했다. 정보 시대는 농업 산업의 정보화로 이어졌다(플로르, 1993).
이 용어는 주로 국가 발전의 맥락에서 사용되어 왔다. 에버렛 로저스는 정보화를 국가가 점점 더 정보화 사회가 되면서 발전을 촉진하는 수단으로 새로운 통신 기술이 사용되는 과정으로 정의한다. 그러나 알렉산더 플로르(1986)와 같은 일부 관찰자들은 정보화가 전통 사회에 미치는 부정적인 영향에 대해 경고해 왔다.
최근에는 정보화에서 기술 결정론 차원이 강조되었다. 텍사스 A&M 대학교의 랜디 클루버는 정보화를 월드 와이드 웹 및 기타 통신 기술과 같은 정보 기술이 문화적 및 경제적 장벽이 최소화될 정도로 경제 및 사회적 관계를 변화시킨 과정으로 정의한다. 클루버는 이 개념을 시민 및 문화 영역까지 확장한다. 그는 정보 및 통신 기술이 문화적 및 시민적 담론을 형성하는 과정이라고 믿는다.
G. 왕은 동일한 현상(1994)을 "정보화"라고 부르며, (a) 경제, 정치, 사회 및 문화 발전을 주도하는 지배적인 힘이 될 정도로 정보화 및 IT(정보 기술)를 사용하는 것, 그리고 (b) 정보 생산 및 유통의 속도, 양, 대중성이 전례 없이 증가하는 것을 특징으로 하는 "과정"으로 설명한다.

## 용어의 유래
정보화라는 용어는 시몬 노라와 알랭 밍크가 1978년에 발표한 '사회의 정보화: 프랑스 대통령께 드리는 보고서'(L'Informatisation de la société: Rapport à M. le Président de la République)에서 처음 사용되었으며, 1980년에는 '사회의 컴퓨터화: 프랑스 대통령께 드리는 보고서'(The Computerization of Society: A report to the President of France)로 영어로 번역되었다. (SAOUG) 그러나 1987년에 발표된 논문에서 밍크는 컴퓨터화 대신 정보화(informatisation)를 사용하는 것을 선호했다.
1978년 발행 이후 이 개념은 프랑스어, 독일어 및 영어 주제 문헌에서 채택되었으며 컴퓨터와 텔레커뮤니케이션 뿐만 아니라 더 많은 측면을 포함하도록 확장되었다. (SAOUG)

## 사회적 영향
정보화는 사회에 광범위한 영향을 미친다. 김(2004)은 경제, 정치, 기타 현대 생활의 여러 측면에 영향을 미친다고 지적한다. 예를 들어 경제 분야에서 정보는 산업 시대의 노동력과 자본의 중심성을 대체하는 발전의 핵심 자원으로 여겨진다. 정치 분야에서는 다양한 사회적, 정치적 문제에 대한 정보에 쉽게 접근할 수 있는 정보 통신 기술(ICT)의 출현으로 참여 민주주의의 기회가 늘어난다.

## 경제 시스템에서의 정보화
산업화는 농업 시대부터 근대화된 경제로의 경제 시스템 변혁을 추진했으며, 정보화는 산업 시대를 정보가 풍부한 경제로 이끌었다. 경제가 희소 자원의 최적화를 의미하는 농업 및 산업 시대와 달리 정보 시대는 풍부한 자원의 극대화를 다룬다. 알렉산더 플로르(2008)는 정보화가 정보 기반 경제와 사회를 탄생시키며, 정보가 자연스럽게 지배적인 상품이나 자원이 된다고 썼다. 지식의 축적과 효율적인 활용은 경제 변혁에 중심적인 역할을 해왔다.(Linden 2004).

## 세계화
수년에 걸쳐 세계화와 정보화는 "산업, 정치, 문화, 그리고 아마도 사회 질서의 근본적인 규칙까지 재정의했다"(Friedman 1999). 비록 이들이 다른 현상을 설명하지만, 그들의 사회적, 정치적, 경제적, 문화적 기능은 놀랍도록 중첩된다. "세계화는 궁극적으로 경제 제도의 통합을 의미하지만, 이러한 통합의 대부분은 기술 채널을 통해 이루어진다. 국제 무역이 새로운 현상은 아니지만, 통신 기술의 출현은 무역의 속도와 범위를 가속화시켰다"(Kluver).
a) 세계화와 정보화는 사회의 문화적, 사회적 결과에 큰 영향을 미칠 것이다.
b) "세계화와 정보화는 정치 기관으로서의 국가라는 개념을 축소시킬 가능성이 높다"(Poster 1999). 프리드먼(1999)은 국가의 중요성이 감소함에 따라 다국적 기업, 비정부 기구, 그리고 조지 소로스와 같은 "슈퍼 파워를 가진 개인들"이 영향력과 중요성을 얻는다고 주장한다. 이러한 비정치적 조직과 기관이 중요성을 얻게 되면서 정치, 경제, 문화 과정에 불가피한 도전이 발생한다.
c) 다른 한편으로, 세계화와 정보화는 효율적인 정보 흐름을 가능하게 한다. 따라서 개인과 사회는 경제적, 정치적, 문화적 자원을 위해 국제 무대에 참여할 수 있는 큰 힘을 얻는다.
d) "생활 양식, 종교, 문화 문제에 대한 정보가 확산되고 있다. 통신 및 컴퓨터 네트워크는 전례 없는 전 지구적 행동주의를 가능하게 한다. 정보의 이러한 민주화는 국제 조화의 잠재력을 높이지만, 이를 보장하는 것은 아니다"(Kluver).
e) 이 두 가지 힘은 "수세기 동안의 전통, 지역 자치, 문화적 완전성"에 큰 영향을 미친다.
f) "마지막으로, 세계화와 정보화의 힘의 잠재적으로 가장 파괴적인 영향 중 하나는 새로운 전 지구적 경제 질서와 지역적, 심지어 부족의 이익 사이에 교활한 갈등이 발생한다는 것이다"(Kluver).

## 측정
김(2004)은 교육, R&D 지출, 농업 부문 및 지적 재산권과 같은 외부 변수로 구성된 복합 지수를 사용하여 국가의 정보화를 측정할 것을 제안했다. 김은 또한 민주주의 증가를 사회 정보화의 증거로 연결했다. 이는 정보화를 개념화하는 세 가지 접근 방식, 즉 경제적, 기술적, 재고적 접근 방식을 고려해야 한다고 주장했다. 각각은 경제 데이터(예: GDP), ICT 데이터(예: 인구당 컴퓨터 수), 정보량(예: 발행된 기술 저널 수)으로 측정할 수 있다.
이러한 복합 지수는 세계은행의 지식 평가 방법론(KAM) 변수(2008)와 유사하며, 이는 경제의 전반적인 성과, 경제적 유인 및 제도적 체제, 혁신 시스템, 교육 및 인적 자원, 정보 통신 기술로 분류된다.

### 측정의 어려움
정보화 수준의 측정은 현재 진행 중인 발전 영역이다. 문제점 중에는 "정보"의 정의의 모호성과 이 개체가 산업화의 가시적인 생산물과 달리 수량화될 수 있는지 여부가 포함된다.
테일러와 장(2007)은 ICT 프로젝트의 긍정적인 영향을 정량화하는 현재의 이론 모델의 한계 이면의 문제를 탐구하고, 정보화 프로젝트를 평가하고 정당화하는 데 사용되는 정보 지표에 대한 비판을 제공했다.
유엔의 정보 사회 세계 정상회의(WSIS) 및 국제 전기 통신 연합(ITU), 경제 협력 개발 기구(OECD)와 같은 국제 기구도 이러한 도전을 인식하고 "정보 사회"를 측정하기 위한 방법론을 개선하기 위한 노력을 시작했다.

## 국가 법률
정보화는 국가 발전의 중요한 요소로 인식되고 있다. 일부 국가는 정보화를 시행하거나 규제하는 법률을 제정했다.
러시아에서는 국가 두마가 1995년 1월 25일에 정보, 정보화 및 정보 보호에 관한 연방법을 제정했다. 이 법은 1995년 2월 20일에 보리스 옐친 대통령에 의해 법으로 서명되었다.
아제르바이잔은 1998년에 정보, 정보화 및 정보 보호에 관한 법률을 제정했다.

## TV 화이트 스페이스(TVWS) 기술을 통한 정보화
TV 화이트 스페이스는 VHF 및 UHF 스펙트럼에서 활성 채널 사이에 사용되지 않는 TV 채널을 의미한다. TV 스펙트럼은 일반적으로 TV "화이트 스페이스"라고 한다. TV 화이트 스페이스는 특히 외딴 농촌 지역에 광대역 인터넷 접근을 제공하는 데 사용될 수 있으며(Edwards, 2016), 따라서 정보 접근과 사회 경제적 발전을 증진하는 도구로 작용할 수 있다. 2008년 연방 통신 위원회는 공개 사용을 위해 비인가 화이트 스페이스 스펙트럼을 재할당하기로 투표했다(White Space, n.d.).

## 같이 보기
- 정보 격차
- 정보화 시대
- 정보 혁명
- 정보화 사회
- 지식경제